# Pete Sampras
Petros «Pete» Sampras (Washington DC, Estats Units, 12 d'agost de 1971) és un exjugador professional de tennis estatunidenc.
En el seu palmarès destaquen catorze títols de Grand Slam individuals d'un total de 64 títols del circuit ATP, i fou número 1 del rànquing individual durant 286 setmanes, destacant que fou número 1 a final de temporada durant sis anys consecutius (1993-1998). Quan es va retirar va esdevenir el tennista amb més títols de Grand Slam individuals de l'Era Open, i també el tennista que va ocupar el número 1 del rànquing individual durant més setmanes, però anys després el va sobrepassar Roger Federer en ambdues classificacions.
L'any 2007 va entrar a l'International Tennis Hall of Fame. El 1998 fou guardonat amb el premi Marca Leyenda.
Els seus duels amb el seu compatriota Andre Agassi van ajudar, a la seva època, a aixecar l'interès del públic pel tennis.

## Biografia
Tercer fill de Soterios «Sammy» i Georgia Sampras. La seva mare va emigrar d'Esparta (Grècia), i el seu pare va néixer als Estats Units però era fill d'immigrants grecs. Els seus germans s'anomenen Gus, Stella i Marion. Gus fou director del torneig de Scottsdale i Stella entrenadora de tennis a UCLA.
Ja des de ben aviat va mostrar unes extraordinàries qualitats atlètiques. Després de descobrir una raqueta al soterrani de casa, es passava hores picant la pilota contra un frontó. Fa família es va traslladar a Palos Verdes, Califòrnia, l'any 1978, on el clima més benigne li permetia jugar més hores. Es van inscriure al Peninsula Racquet Club, on el talent de Pete es va fer evident. A l'edat d'11 anys ja havia incorporat al seu joc el servei sòlid, la seva força i les volees que havien de ser una signe personal al llarg de tota la seva carrera.
El 30 de setembre de 2000 Sampras es va casar amb l'actriu Bridgette Wilson. El matrimoni es va establir a Lake Sherwood (Califòrnia) i va tenir dos fills: Christian Charles (2002) i Ryan Nikolaos (2005).

## Torneigs de Grand Slam

### Individual: 18 (14−4)
| Resultat  | Núm. | Any  | Torneig              | Oponent          | Marcador                      |
| --------- | ---- | ---- | -------------------- | ---------------- | ----------------------------- |
| Guanyador | 1.   | 1990 | US Open              | Andre Agassi     | 6−4, 6−3, 6−2                 |
| Finalista | 1.   | 1992 | US Open              | Stefan Edberg    | 6−3, 4−6, 6−7(5), 2−6         |
| Guanyador | 2.   | 1993 | Wimbledon            | Jim Courier      | 7−6(3), 7−6(6), 3−6, 6−3      |
| Guanyador | 3.   | 1993 | US Open (2)          | Cedric Pioline   | 6−4, 6−4, 6−3                 |
| Guanyador | 4.   | 1994 | Open d'Austràlia     | Todd Martin      | 7−6(4), 6−4, 6−4              |
| Guanyador | 5.   | 1994 | Wimbledon (2)        | Goran Ivanišević | 7−6(2), 7−6(5), 6−0           |
| Finalista | 2.   | 1995 | Open d'Austràlia     | Andre Agassi     | 6−4, 1−6, 6−7(6), 4−6         |
| Guanyador | 6.   | 1995 | Wimbledon (3)        | Boris Becker     | 6−7(5), 6−2, 6−4, 6−2         |
| Guanyador | 7.   | 1995 | US Open (3)          | Andre Agassi     | 6−4, 6−3, 4−6, 7−5            |
| Guanyador | 8.   | 1996 | US Open (4)          | Michael Chang    | 6−1, 6−4, 7−6(3)              |
| Guanyador | 9.   | 1997 | Open d'Austràlia (2) | Carles Moyà      | 6−2, 6−3, 6−3                 |
| Guanyador | 10.  | 1997 | Wimbledon (4)        | Cedric Pioline   | 6−4, 6−2, 6−4                 |
| Guanyador | 11.  | 1998 | Wimbledon (5)        | Goran Ivanišević | 6−7(2), 7−6(9), 6−4, 3−6, 6−2 |
| Guanyador | 12.  | 1999 | Wimbledon (6)        | Andre Agassi     | 6−3, 6−4, 7−5                 |
| Guanyador | 13.  | 2000 | Wimbledon (7)        | Patrick Rafter   | 6−7(10), 7−6(5), 6−4, 6−2     |
| Finalista | 3.   | 2000 | US Open (2)          | Marat Safin      | 4−6, 4−6, 3−6                 |
| Finalista | 4.   | 2001 | US Open (3)          | Lleyton Hewitt   | 6−7(4), 1−6, 1−6              |
| Guanyador | 14.  | 2002 | US Open (5)          | Andre Agassi     | 6−3, 6−4, 5−7, 6−4            |

## Palmarès

### Individual: 88 (64−24)
| Llegenda (pre/post 2009)                                  |
| --------------------------------------------------------- |
| Grand Slams (14−4)                                        |
| Tennis Masters Cup / ATP Finals (5−1)                     |
| Grand Slam Cup (2−1)                                      |
| ATP Masters Series / ATP World Tour Masters 1000 (11−8)   |
| ATP International Series Gold / ATP World Tour 500 (13−1) |
| ATP International Series / ATP World Tour 250 (19−9)      |

| Títols per superfície |
| --------------------- |
| Dura (36−12)          |
| Gespa (10−3)          |
| Terra batuda (3−2)    |
| Moqueta (15−7)        |

| Resultat  | Núm. | Data                   | Torneig                                              | Superfície   | Oponent             | Marcador                            |
| --------- | ---- | ---------------------- | ---------------------------------------------------- | ------------ | ------------------- | ----------------------------------- |
| Guanyador | 1.   | 19 de febrer de 1990   | Filadèlfia, Estats Units                             | Moqueta (i)  | Andrés Gómez        | 7−6(4), 7−5, 6−2                    |
| Guanyador | 2.   | 25 de juny de 1990     | Manchester, Regne Unit                               | Gespa        | Gilad Bloom         | 7−6(9), 7−6(3)                      |
| Guanyador | 3.   | 9 de setembre de 1990  | US Open, Estats Units                                | Dura         | Andre Agassi        | 6−4, 6−3, 6−2                       |
| Guanyador | 4.   | 16 de desembre de 1990 | Grand Slam Cup, Múnic, Alemanya                      | Moqueta (i)  | Brad Gilbert        | 6−3, 6−4, 6−2                       |
| Finalista | 1.   | 17 de febrer de 1991   | Filadèlfia                                           | Moqueta (i)  | Ivan Lendl          | 7−5, 4−6, 4−6, 6−3, 3−6             |
| Finalista | 2.   | 23 de juny de 1991     | Manchester                                           | Gespa        | Goran Ivanišević    | 4−6, 4−6                            |
| Guanyador | 5.   | 4 d'agost de 1991      | Los Angeles, Estats Units                            | Dura         | Brad Gilbert        | 6−2, 6−7(5), 6−3                    |
| Finalista | 3.   | 11 d'agost de 1991     | Cincinnati, Estats Units                             | Dura         | Guy Forget          | 6−2, 6−7(4), 4−6                    |
| Guanyador | 6.   | 19 d'agost de 1991     | Indianàpolis, Estats Units                           | Dura         | Boris Becker        | 7−6(2), 3−6, 6−3                    |
| Guanyador | 7.   | 21 d'octubre de 1991   | Lió, França                                          | Moqueta (i)  | Olivier Delaître    | 6−1, 6−1                            |
| Finalista | 4.   | 3 de novembre de 1991  | París, França                                        | Moqueta (i)  | Guy Forget          | 6−7(9), 6−4, 7−5, 4−6, 4−6          |
| Guanyador | 8.   | 17 de novembre de 1991 | ATP Tour World Championships, Frankfurt, Alemanya    | Moqueta (i)  | Jim Courier         | 3−6, 7−6(5), 6−3, 6−4               |
| Guanyador | 9.   | 24 de febrer de 1992   | Filadèlfia (2)                                       | Moqueta (i)  | Amos Mansdorf       | 6−1, 7−6(4), 2−6, 7−6(2)            |
| Finalista | 5.   | 3 d'abril de 1992      | Atlanta, Estats Units                                | Terra batuda | Andre Agassi        | 5−7, 4−6                            |
| Guanyador | 10.  | 26 de juliol de 1992   | Kitzbühel, Àustria                                   | Terra batuda | Alberto Mancini     | 6−3, 7−5, 6−3                       |
| Guanyador | 11.  | 10 d'agost de 1992     | Cincinnati                                           | Dura         | Ivan Lendl          | 6−3, 3−6, 6−3                       |
| Guanyador | 12.  | 17 d'agost de 1992     | Indianàpolis (2)                                     | Dura         | Jim Courier         | 6−4, 6−4                            |
| Finalista | 6.   | 14 de setembre de 1992 | US Open                                              | Dura         | Stefan Edberg       | 6−3, 4−6, 6−7(5), 2−6               |
| Guanyador | 13.  | 19 d'octubre de 1992   | Lió (2)                                              | Moqueta (i)  | Cédric Pioline      | 6−4, 6−2                            |
| Guanyador | 14.  | 11 de gener de 1993    | Sydney, Austràlia                                    | Dura         | Thomas Muster       | 7−6(7), 6−1                         |
| Guanyador | 15.  | 12 de març de 1993     | Miami, Estats Units                                  | Dura         | MaliVai Washington  | 6−3, 6−2                            |
| Guanyador | 16.  | 5 d'abril de 1993      | Tòquio, Japó                                         | Dura         | Brad Gilbert        | 6−2, 6−2, 6−2                       |
| Guanyador | 17.  | 12 d'abril de 1993     | Hong Kong, Hong Kong                                 | Dura         | Jim Courier         | 6−3, 6−7(1), 7−6(2)                 |
| Guanyador | 18.  | 21 de juny de 1993     | Wimbledon, Regne Unit                                | Gespa        | Jim Courier         | 7−6(3), 7−6(6), 3−6, 6−3            |
| Guanyador | 19.  | 30 d'agost de 1993     | US Open (2)                                          | Dura         | Cédric Pioline      | 6−4, 6−4, 6−3                       |
| Guanyador | 20.  | 18 d'octubre de 1993   | Lió (3)                                              | Moqueta (i)  | Cédric Pioline      | 7−6(5), 1−6, 7−5                    |
| Guanyador | 21.  | 8 de novembre de 1993  | Anvers, Bèlgica                                      | Moqueta (i)  | Magnus Gustafsson   | 6−1, 6−4                            |
| Finalista | 7.   | 21 de novembre de 1993 | ATP Tour World Championships, Frankfurt              | Moqueta (i)  | Michael Stich       | 6−7(3), 6−2, 6−7(7), 2−6            |
| Guanyador | 22.  | 10 de gener de 1994    | Sydney (2)                                           | Dura         | Ivan Lendl          | 7−6(5), 6−4                         |
| Guanyador | 23.  | 17 de gener de 1994    | Open d'Austràlia, Austràlia                          | Dura         | Todd Martin         | 7−6(4), 6−4, 6−4                    |
| Guanyador | 24.  | 28 de febrer de 1994   | Indian Wells, Estats Units                           | Dura         | Petr Korda          | 4−6, 6−3, 3−6, 6−3, 6−2             |
| Guanyador | 25.  | 7 de març de 1994      | Miami (2)                                            | Dura         | Andre Agassi        | 5−7, 6−3, 6−3                       |
| Guanyador | 26.  | 28 de març de 1994     | Osaka, Japó                                          | Dura         | Lionel Roux         | 6−2, 6−2                            |
| Guanyador | 27.  | 4 d'abril de 1994      | Tòquio (2)                                           | Dura         | Michael Chang       | 6−4, 6−2                            |
| Guanyador | 28.  | 9 de maig de 1994      | Roma, Itàlia                                         | Terra batuda | Boris Becker        | 6−1, 6−2, 6−2                       |
| Finalista | 8.   | 11 de juny de 1994     | Londres, Regne Unit                                  | Gespa        | Todd Martin         | 6−7(4), 6−7(4)                      |
| Guanyador | 29.  | 20 de juny de 1994     | Wimbledon (2)                                        | Gespa        | Goran Ivanišević    | 7−6(2), 7−6(5), 6−0                 |
| Guanyador | 30.  | 7 de novembre de 1994  | Anvers (2)                                           | Moqueta (i)  | Magnus Larsson      | 7−6(5), 6−4                         |
| Guanyador | 31.  | 15 de novembre de 1994 | ATP Tour World Championships, Frankfurt (2)          | Moqueta (i)  | Boris Becker        | 4−6, 6−3, 7−5, 6−3                  |
| Finalista | 9.   | 11 de desembre de 1994 | Grand Slam Cup, Múnic                                | Moqueta (i)  | Magnus Larsson      | 6−7(6), 6−4, 6−7(5), 4−6            |
| Finalista | 10.  | 16 de gener de 1995    | Open d'Austràlia                                     | Dura         | Andre Agassi        | 6−4, 1−6, 6−7(6), 4−6               |
| Guanyador | 32.  | 6 de març de 1995      | Indian Wells (2)                                     | Dura         | Andre Agassi        | 7−5, 6−3, 7−5                       |
| Guanyador | 33.  | 12 de juny de 1995     | Londres                                              | Gespa        | Guy Forget          | 7−6(3), 7−6(6)                      |
| Guanyador | 34.  | 26 de juny de 1995     | Wimbledon (3)                                        | Gespa        | Boris Becker        | 6−7(5), 6−2, 6−4, 6−2               |
| Guanyador | 35.  | 28 d'agost de 1995     | US Open (3)                                          | Dura         | Andre Agassi        | 6−4, 6−3, 4−6, 7−5                  |
| Finalista | 11.  | 13 de març de 1995     | Miami                                                | Dura         | Andre Agassi        | 6−3, 2−6, 6−7(4)                    |
| Finalista | 12.  | 24 de juliol de 1995   | Mont-real, Canadà                                    | Dura         | Andre Agassi        | 6−3, 2−6, 3−6                       |
| Finalista | 13.  | 16 d'octubre de 1995   | Lió                                                  | Moqueta (i)  | Wayne Ferreira      | 6−7(3), 7−5, 3−6                    |
| Guanyador | 36.  | 30 d'octubre de 1995   | París                                                | Moqueta (i)  | Boris Becker        | 7−6(5), 6−4, 6−4                    |
| Guanyador | 37.  | 12 de febrer de 1996   | San Jose, Estats Units                               | Dura (i)     | Andre Agassi        | 6−2, 6−3                            |
| Guanyador | 38.  | 19 de febrer de 1996   | Memphis, Estats Units                                | Dura (i)     | Todd Martin         | 6−4, 7−6(2)                         |
| Guanyador | 39.  | 8 d'abril de 1996      | Hong Kong (2)                                        | Dura         | Michael Chang       | 6−4, 3−6, 6−4                       |
| Guanyador | 40.  | 15 d'abril de 1996     | Tòquio (3)                                           | Dura         | Richey Reneberg     | 6−4, 7−5                            |
| Guanyador | 41.  | 12 d'agost de 1996     | Indianàpolis (3)                                     | Dura         | Goran Ivanišević    | 7−6(3), 7−5                         |
| Guanyador | 42.  | 26 d'agost de 1996     | US Open (4)                                          | Dura         | Michael Chang       | 6−1, 6−4, 7−6(3)                    |
| Guanyador | 43.  | 23 de setembre de 1996 | Basilea, Suïssa                                      | Dura (i)     | Hendrik Dreekmann   | 7−5, 6−2, 6−0                       |
| Finalista | 14.  | 21 d'octubre de 1996   | Stuttgart, Alemanya                                  | Moqueta (i)  | Boris Becker        | 6−3, 3−6, 6−3, 3−6, 4−6             |
| Guanyador | 44.  | 19 de novembre de 1996 | ATP Tour World Championships, Hannover, Alemanya (3) | Moqueta (i)  | Boris Becker        | 3−6, 7−6(5), 7−6(4), 6−7(1), 6−4    |
| Guanyador | 45.  | 13 de gener de 1997    | Open d'Austràlia (2)                                 | Dura         | Carles Moyà         | 6−2, 6−3, 6−3                       |
| Guanyador | 46.  | 10 de febrer de 1997   | San Jose (2)                                         | Dura (i)     | Greg Rusedski       | 3−6, 5−0, retirada                  |
| Guanyador | 47.  | 24 de febrer de 1997   | Filadèlfia (3)                                       | Dura (i)     | Patrick Rafter      | 5−7, 7−6(4), 6−3                    |
| Guanyador | 48.  | 23 de juny de 1997     | Wimbledon (4)                                        | Gespa        | Cédric Pioline      | 6−4, 6−2, 6−4                       |
| Guanyador | 49.  | 4 d'agost de 1997      | Cincinnati (2)                                       | Dura         | Thomas Muster       | 6−4, 6−4, 6−3                       |
| Guanyador | 50.  | 23 de setembre de 1997 | Grand Slam Cup, Múnic (2)                            | Moqueta (i)  | Patrick Rafter      | 6−2, 6−4, 7−5                       |
| Guanyador | 51.  | 27 d'octubre de 1997   | París (2)                                            | Moqueta (i)  | Jonas Björkman      | 6−3, 4−6, 6−3, 6−1                  |
| Guanyador | 52.  | 10 de novembre de 1997 | ATP Tour World Championships, Hannover (4)           | Dura (i)     | Ievgueni Kàfelnikov | 6−3, 6−2, 6−2                       |
| Finalista | 15.  | 9 de febrer de 1998    | San Jose                                             | Dura (i)     | Andre Agassi        | 2−6, 4−6                            |
| Guanyador | 53.  | 23 de febrer de 1998   | Filadèlfia (4)                                       | Dura (i)     | Thomas Enqvist      | 7−5, 7−6(3)                         |
| Guanyador | 54.  | 27 d'abril de 1998     | Atlanta                                              | Terra batuda | Jason Stoltenberg   | 6−2(7), 6−3, 7−6(4)                 |
| Guanyador | 55.  | 22 de juny de 1998     | Wimbledon (5)                                        | Gespa        | Goran Ivanišević    | 6−7(2), 7−6(11), 6−4, 3−6, 6−2      |
| Finalista | 16.  | 10 d'agost de 1998     | Cincinnati (2)                                       | Dura         | Patrick Rafter      | 6−1, 6−7(2), 4−6                    |
| Guanyador | 56.  | 12 d'octubre de 1998   | Viena, Àustria                                       | Moqueta (i)  | Karol Kučera        | 6−3, 7−6(3), 6−1                    |
| Finalista | 17.  | 2 de novembre de 1998  | París (2)                                            | Moqueta (i)  | Greg Rusedski       | 4−6, 6−7(4), 3−6                    |
| Guanyador | 57.  | 7 de juny de 1999      | Londres (2)                                          | Gespa        | Tim Henman          | 6−7(1), 6−4, 7−6(4)                 |
| Guanyador | 58.  | 21 de juny de 1999     | Wimbledon (5)                                        | Gespa        | Andre Agassi        | 6−3, 6−4, 7−5                       |
| Guanyador | 59.  | 26 de juliol de 1999   | Los Angeles (2)                                      | Dura         | Andre Agassi        | 7−6(7), 7−6(1)                      |
| Guanyador | 60.  | 9 d'agost de 1999      | Cincinnati (3)                                       | Dura         | Patrick Rafter      | 7−6(7), 6−3                         |
| Finalista | 18.  | 12 de juny de 2000     | Londres (2)                                          | Gespa        | Lleyton Hewitt      | 4−6, 4−6                            |
| Finalista | 19.  | 28 d'agost de 2000     | US Open (2)                                          | Dura         | Marat Safin         | 4−6, 3−6, 3−6                       |
| Finalista | 20.  | 12 de març de 2001     | Indian Wells                                         | Dura         | Andre Agassi        | 6−7(5), 5−7, 1−6                    |
| Guanyador | 61.  | 22 de novembre de 1999 | ATP Tour World Championships, Hannover (5)           | Dura (i)     | Andre Agassi        | 6−1, 7−5, 6−4                       |
| Guanyador | 62.  | 20 de març de 2000     | Miami (3)                                            | Dura         | Gustavo Kuerten     | 6−1, 6−7(2), 7−6(5), 7−6(5), 7−6(8) |
| Guanyador | 63.  | 26 de juny de 2000     | Wimbledon (6)                                        | Gespa        | Patrick Rafter      | 6−7(10), 7−6(5), 6−4, 6−2           |
| Finalista | 21.  | 23 de juliol de 2001   | Los Angeles                                          | Dura         | Andre Agassi        | 4−6, 2−6                            |
| Finalista | 22.  | 20 d'agost de 2001     | Long Island, Estats Units                            | Dura         | Tommy Haas          | 3−6, 6−3, 2−6                       |
| Finalista | 23.  | 27 d'agost de 2001     | US Open (3)                                          | Dura         | Lleyton Hewitt      | 6−7(4), 1−6, 1−6                    |
| Finalista | 24.  | 22 d'abril de 2002     | Houston, Estats Units                                | Terra batuda | Andy Roddick        | 6−7(9), 3−6                         |
| Guanyador | 64.  | 26 d'agost de 2002     | US Open (5)                                          | Dura         | Andre Agassi        | 6−3, 6−4, 5−7, 6−4                  |

#### Períodes com a número 1
| Núm. | Precedit per        | Dates                   | Succeït per         | Setmanes | Acumulat |
| ---- | ------------------- | ----------------------- | ------------------- | -------- | -------- |
| 1.   | Jim Courier         | 12/04/1993 − 22/08/1993 | Jim Courier         | 19       | 19       |
| 2.   | Jim Courier         | 13/09/1993 − 09/04/1995 | Andre Agassi        | 82       | 101      |
| 3.   | Andre Agassi        | 06/11/1995 − 28/01/1996 | Andre Agassi        | 12       | 113      |
| 4.   | Thomas Muster       | 13/02/1996 − 10/03/1996 | Thomas Muster       | 3        | 116      |
| 5.   | Thomas Muster       | 15/04/1996 − 29/03/1998 | Marcelo Ríos        | 102      | 218      |
| 6.   | Marcelo Ríos        | 27/04/1998 − 09/08/1998 | Marcelo Ríos        | 15       | 233      |
| 7.   | Marcelo Ríos        | 24/08/1998 − 14/03/1999 | Carles Moyà         | 29       | 262      |
| 8.   | Carles Moyà         | 29/03/1999 − 02/05/1999 | Ievgueni Kàfelnikov | 5        | 267      |
| 9.   | Ievgueni Kàfelnikov | 14/06/1999 − 04/07/1999 | Andre Agassi        | 3        | 270      |
| 10.  | Patrick Rafter      | 02/08/1999 − 12/09/1999 | Andre Agassi        | 6        | 276      |
| 11.  | Andre Agassi        | 11/09/2000 − 19/11/2000 | Marat Safin         | 10       | 286      |

### Dobles masculins: 4 (2−2)
| Llegenda (pre/post 2009)                                 |
| -------------------------------------------------------- |
| Grand Slams (0−0)                                        |
| Tennis Masters Cup / ATP Finals (0−0)                    |
| ATP Masters Series / ATP World Tour Masters 1000 (1−0)   |
| ATP International Series Gold / ATP World Tour 500 (0−0) |
| ATP International Series / ATP World Tour 250 (1−2)      |

| Títols per superfície |
| --------------------- |
| Dura (0−1)            |
| Gespa (1−0)           |
| Terra batuda (1−1)    |

| Resultat  | Núm. | Data               | Torneig                                              | Superfície   | Parella         | Oponents                       | Marcador            |
| --------- | ---- | ------------------ | ---------------------------------------------------- | ------------ | --------------- | ------------------------------ | ------------------- |
| Guanyador | 1.   | 21 de maig de 1989 | Roma, Itàlia                                         | Terra batuda | Jim Courier     | Danilo Marcelino Mauro Menezes | 6−4, 6−3            |
| Finalista | 1.   | 7 de maig de 1989  | WCT Tournament of Champions, Nova York, Estats Units | Terra batuda | Jim Courier     | Rick Leach Jim Pugh            | 4−6, 2−6            |
| Finalista | 2.   | 1 d'abril de 1991  | Orlando, Estats Units                                | Dura         | Nicolas Pereira | Luke Jensen Scott Melville     | 7−6(5), 6−7(6), 3−6 |
| Guanyador | 2.   | 19 de juny de 1995 | Londres, Regne Unit                                  | Gespa        | Todd Martin     | Jan Apell Jonas Björkman       | 7−6(5), 6−4         |

### Equips: 4 (2−2)
| Resultat  | Núm. | Data                                   | Torneig                              | Superfície       | Equip                                    | Oponents                                                               | Marcador |
| --------- | ---- | -------------------------------------- | ------------------------------------ | ---------------- | ---------------------------------------- | ---------------------------------------------------------------------- | -------- |
| Finalista | 1.   | 29 de novembre − 1 de desembre de 1991 | Copa Davis, Lió, França              | Moqueta (i)      | Andre Agassi Ken Flach Robert Seguso     | Arnaud Boetsch Olivier Delaitre Guy Forget Henri Leconte               | 1−3      |
| Guanyador | 1.   | 4−6 de desembre de 1992                | Copa Davis, Fort Worth, Estats Units | Dura (i)         | Andre Agassi Jim Courier John McEnroe    | Thierry Grin Jakob Hlasek Claudio Mezzadri Marc Rosset                 | 3−1      |
| Guanyador | 2.   | 1−3 de desembre de 1995                | Copa Davis, Moscou, Rússia (2)       | Terra batuda (i) | Jim Courier Todd Martin Richey Reneberg  | Andrei Chesnokov Ievgueni Kàfelnikov Andrei Olhovskiy Alexander Volkov | 3−2      |
| Finalista | 2.   | 28 − 30 de novembre de 1997            | Copa Davis, Göteborg, Suècia (2)     | Moqueta (i)      | Michael Chang Todd Martin Jonathan Stark | Jonas Björkman Thomas Enqvist Nicklas Kulti Magnus Larsson             | 0−5      |

## Trajectòria

### Individual
| Open d'Austràlia | A     | 1R          | 4R          | A           | A     | SF          | G           | F           | 3R    | G           | QF          | A           | SF    | 4R    | 4R    | 2 / 11    | 45 − 9    |
| Roland Garros | A     | 2R          | A           | 2R          | QF    | QF          | QF          | 1R          | SF    | 3R          | 2R          | 2R          | 1R    | 2R    | 1R    | 0 / 13    | 14 − 13   |
| Wimbledon | A     | 1R          | 1R          | 2R          | SF    | G           | G           | G           | QF    | G           | G           | G           | G     | 4R    | 2R    | 7 / 14    | 63 − 7    |
| US Open | 1R    | 4R          | G           | QF          | F     | G           | 4R          | G           | G     | 3R          | SF          | A           | F     | F     | G     | 5 / 14    | 71 − 9    |
| Jocs Olímpics | A     | No celebrat | No celebrat | No celebrat | 3R    | No celebrat | No celebrat | No celebrat | A     | No celebrat | No celebrat | No celebrat | A     | NC    | NC    | 0 / 1     | 2 – 1     |
| Tennis Masters Cup | A     | A           | RR          | G           | SF    | F           | G           | SF          | G     | G           | SF          | G           | SF    | A     | A     | 5 / 11    | 35 − 14   |
| Total Victòries−Derrotes                                                                                                   | 10−10 | 18−19       | 51−17       | 52−19       | 72−19 | 85−16       | 77−12       | 72−16       | 65−11 | 55−12       | 61−17       | 40−8        | 42−13 | 35−16 | 27−17 | 762 − 222 | 762 − 222 |
| Rànquing a final d'any | 97    | 81          | 5           | 6           | 3     | 1           | 1           | 1           | 1     | 1           | 1           | 3           | 3     | 10    | 13    |           |           |
| Llegenda: G: Guanyador; F: Finalista; SF: Semifinalista; QF: Quarts de final; Q: Qualificació; A: Absent; RR: Round Robin; |       |             |             |             |       |             |             |             |       |             |             |             |       |       |       |           |           |

### Dobles masculins
| Open d'Austràlia | A   | 2R    | 1R   | A    | 0 / 2   | 1 − 2   |
| Roland Garros | A   | 2R    | A    | A    | 0 / 1   | 1 − 1   |
| Wimbledon | A   | 3R    | A    | A    | 0 / 1   | 2 − 1   |
| US Open | 1R  | 1R    | 1R   | A    | 0 / 3   | 0 − 3   |
| Total Victòries−Derrotes                                                                                                   | 1−5 | 22−20 | 9−12 | 13−7 | 64 − 70 | 64 − 70 |
| Rànquing a final d'any | 346 | 34    | 151  | 91   |         |         |
| Llegenda: G: Guanyador; F: Finalista; SF: Semifinalista; QF: Quarts de final; Q: Qualificació; A: Absent; RR: Round Robin; |     |       |      |      |         |         |

## Guardons
- ATP Player of the Year: 1993, 1994, 1995, 1996, 1997, 1998.
- ITF World Champion: 1993, 1994, 1995, 1996, 1997, 1998.